# Olympische Sommerspiele 2008/Leichtathletik – Weitsprung (Frauen)
Der Weitsprung bei den Olympischen Spielen 2008 in Peking wurde am 19. und 22. August 2008 ausgetragen. 42 Athletinnen nahmen teil.
Olympiasiegerin wurde die Brasilianerin Maurren Higa Maggi. Die Silbermedaille ging an die Nigerianerin Blessing Okagbare, Chelsea Hammond aus Jamaika gewann Bronze.

## Aktuelle Titelträgerinnen
| Olympiasiegerin 2004                       | Tatjana Lebedewa ( Russland)      | 7,07 m | Athen 2004          |
| Weltmeisterin 2007                         | Tatjana Lebedewa ( Russland)      | 7,03 m | Ōsaka 2007          |
| Europameisterin 2006                       | Ljudmila Koltschanowa ( Russland) | 6,93 m | Göteborg 2006       |
| Panamerikanische Meisterin 2007            | Maurren Higa Maggi ( Brasilien)   | 6,84 m | Rio de Janeiro 2007 |
| Zentralamerika- und Karibik-Meisterin 2008 | Bianca Stuart ( Bahamas)          | 6,54 m | Cali 2008           |
| Südamerika-Meisterin 2007                  | Maurren Higa Maggi ( Brasilien)   | 6,91 m | São Paulo 2007      |
| Asienmeisterin 2007                        | Olga Rypakowa ( Kasachstan)       | 6,66 m | Amman 2007          |
| Afrikameisterin 2004                       | Janice Josephs ( Südafrika)       | 6,64 m | Addis Abeba 2008    |
| Ozeanienmeisterin 2008                     | Makelesi Tumalevu ( Fidschi)      | 5,70 m | Saipan 2008         |

## Rekorde

### Bestehende Rekorde
| Weltrekord         | 7,52 m | Galina Tschistjakowa ( Sowjetunion) | Leningrad (heute Sankt Petersburg), Sowjetunion (heute Russland) | 11. Juni 1988      |
| Olympischer Rekord | 7,40 m | Jackie Joyner-Kersee ( USA)         | Finale OS Seoul, Südkorea                                        | 29. September 1988 |

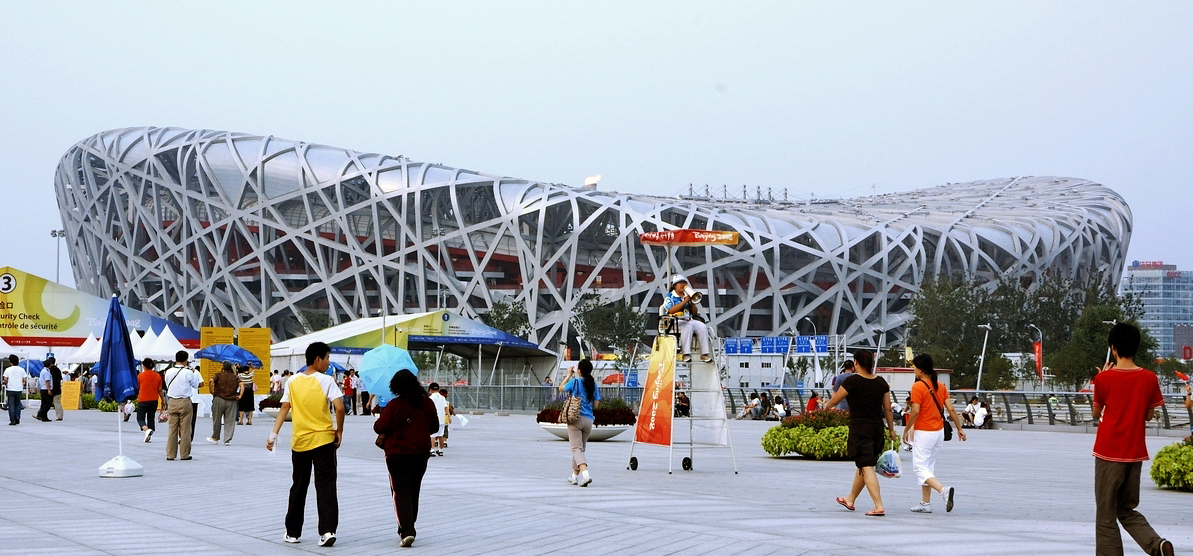
Das Vogelnest – Olympiastadion von Peking

Der bestehende olympische Rekord wurde bei diesen Spielen nicht erreicht. Am weitesten sprang die brasilianische Olympiasiegerin Maurren Higa Maggi, die im Finale am 22. August bei einem Rückenwind von 0,2 m/s 7,04 m erzielte und damit den olympischen Rekord um 36 Zentimeter verfehlte. Zum Weltrekord fehlten ihr 48 Zentimeter.

### Rekordverbesserung
Es wurde ein Landesrekord aufgestellt:

6,06 m – Pamela Mouele-Mboussi (Republik Kongo), Qualifikation am 19. August (dritter Versuch) bei einem Rückenwind von 0,9 m/s

## Doping
In dieser Disziplin gab es drei Dopingfälle.
- Ljudmyla Blonska, Ukraine – zunächst für das Finale qualifiziert, jedoch bereits gleich nach der Qualifikation suspendiert. Sie war eine der wenigen Fälle mit einem zeitnahen Dopingnachweis. Vier Tage nach ihrem ersten Einsatz bei diesen Spielen, dem Siebenkampf, bei dem sie zunächst Silber gewonnen hatte, wurde sie positiv auf das anabole Steroid Methyltestosteron getestet. Nach ebenfalls positiver B-Probe am Tag darauf wurde sie zunächst suspendiert. Wiederum einen Tag später wurde sie disqualifiziert und endgültig von den Spielen ausgeschlossen. Später folgte eine lebenslange Sperre.[6] Für das Finale durfte die in der Qualifikation zunächst auf Rang dreizehn liegende Nigerianerin Blessing Okagbare nachrücken.
- Tatjana Lebedewa, Russland – über ihre Platzierung für das Finale qualifiziert und dort zunächst Zweite. Sie wurde bei Nachuntersuchungen des Dopingmissbrauchs überführt. Im Januar 2017 wurden ihr die Silbermedaillen im Weit- und Dreisprung aberkannt.[7] Die im Finale nach ihr platzierten Athletinnen rückten in der offiziellen Wertung jeweils einen Platz nach vorne.
- Chrysopigi Devetzi, Griechenland – in der Qualifikation ausgeschieden. Auch ihre Resultate im Weit- und Dreisprung (Bronze) wurden im Anschluss an Nachuntersuchungen im Januar 2017 wegen Dopingmissbrauchs annulliert.[7]

Leidtragende waren in erster Linie folgende Athletinnen:
- Chelsea Hammond, Jamaika – Sie erhielt ihre Bronzemedaille mit fast neunjähriger Verspätung und konnte nicht an der Siegerehrung teilnehmen.
- Carolina Klüft, Schweden – Ihr hätten im Finale der besten acht Springerinnen drei weitere Versuche zugestanden.
- Tatjana Wladimirowna Kotowa, Russland – Sie wäre über ihre Platzierung im Finale startberechtigt gewesen.

## Legende
Kurze Übersicht zur Bedeutung der Symbolik – so üblicherweise auch in sonstigen Veröffentlichungen verwendet:
| – | verzichtet |
| x | ungültig   |

## Qualifikation
19. August 2008, 9:40 Uhr
Die Qualifikation wurde in zwei Gruppen durchgeführt. Zwei Athletinnen (hellblau unterlegt) übertrafen die Qualifikationsweite für den direkten Finaleinzug von 6,75 m. Damit war die Mindestanzahl von zwölf Finalteilnehmerinnen nicht erreicht. So wurde das Finalfeld mit den zehn nächstbesten Springerinnen beider Gruppen (hellgrün unterlegt) auf zwölf Wettbewerberinnen aufgefüllt. In die Wertung kamen allerdings letztlich nur elf Sportlerinnen, denn eine von ihnen – die Russin Tatjana Lebedewa – wurde 2017 des Dopingmissbrauchs überführt und disqualifiziert – siehe oben Abschnitt "Doping". Für die Teilnahme waren schließlich 6,59 m zu erbringen.

### Gruppe A

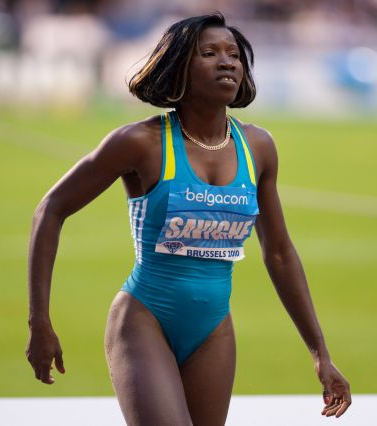
Yargelis Savigne – ausgeschieden mit 6,49 m

| Platz | Name                  | Nation              | 1. Versuch Wind (m/s) | 2. Versuch Wind (m/s) | 3. Versuch Wind (m/s) | Resultat | Anmerkung                       |
| 1     | Maurren Higa Maggi    | Brasilien           | 6,68 / +0,3           | 6,79 / +0,3           | –                     | 6,79     |                                 |
| 2     | Carolina Klüft        | Schweden            | 6,70 / +1,0           | x                     | –                     | 6,70     |                                 |
| 3     | Grace Upshaw          | USA                 | 6,47 / −0,2           | 6,68 / +0,6           | x                     | 6,68     |                                 |
| 4     | Oxana Udmurtowa       | Russland            | 6,48 / +1,3           | x                     | 6,63 / +0,5           | 6,63     |                                 |
| 5     | Tabia Charles         | Kanada              | 6,33 / +1,5           | 6,61 / +0,6           | 6,49 / +0,9           | 6,61     |                                 |
| 6     | Funmilayo Jimoh       | USA                 | 6,42 / +0,9           | 6,28 / +0,4           | 6,61 / +0,8           | 6,61     |                                 |
| 7     | Chelsea Hammond       | Jamaika             | 6,60 / +0,4           | x                     | x                     | 6,60     |                                 |
| 8     | Yargelis Savigne      | Kuba                | x                     | x                     | 6,49 / +0,1           | 6,49     |                                 |
| 9     | Denisa Ščerbová       | Tschechien          | 6,40 / +0,8           | 6,46 / +0,6           | 5,17 / −0,1           | 6,46     |                                 |
| 10    | Patricia Sylvester    | Grenada             | 6,44 / +0,9           | 6,42 / +0,1           | 6,38 / +0,4           | 6,44     |                                 |
| 11    | Wiktorija Rybalko     | Ukraine             | x                     | x                     | 6,43 / +0,3           | 6,43     |                                 |
| 12    | Karin Melis Mey       | Türkei              | x                     | 6,42 / −0,4           | x                     | 6,42     |                                 |
| 13    | Nina Kolarič          | Slowenien           | 4,92 / +1,4           | 6,19 / ±0,0           | 6,40 / +0,6           | 6,40     |                                 |
| 14    | Naide Gomes           | Portugal            | x                     | x                     | 6,29 / +0,5           | 6,29     |                                 |
| 15    | Wolha Sjarhejenka     | Belarus             | 6,25 / +0,1           | 6,02 / +0,4           | 6,09 / −0,6           | 6,25     |                                 |
| 16    | Pamela Mouele-Mboussi | Republik Kongo      | x                     | 5,94 / +0,6           | 6,06 / +0,9           | 6,06     | NR                              |
| 17    | Rhonda Watkins        | Trinidad und Tobago | x                     | 5,88 / +0,5           | x                     | 5,88     |                                 |
| 18    | Tricia Flores         | Belize              | 5,25 / +1,2           | x                     | –                     | 5,25     |                                 |
| NM    | Jana Velďáková        | Slowakei            | x                     | x                     | x                     | ogV      |                                 |
| DOP   | Ljudmyla Blonska      | Ukraine             | x                     | 6,79 / +0,3           | –                     | 6,79     | noch vor dem Finale suspendiert |
| DOP   | Chrysopigi Devetzi    | Griechenland        | x                     | 6,68 / +0,4           | x                     | 6,68     | Resultat später annulliert      |

Weitere in Qualifikationsgruppe A ausgeschiedene Weitspringerinnen:

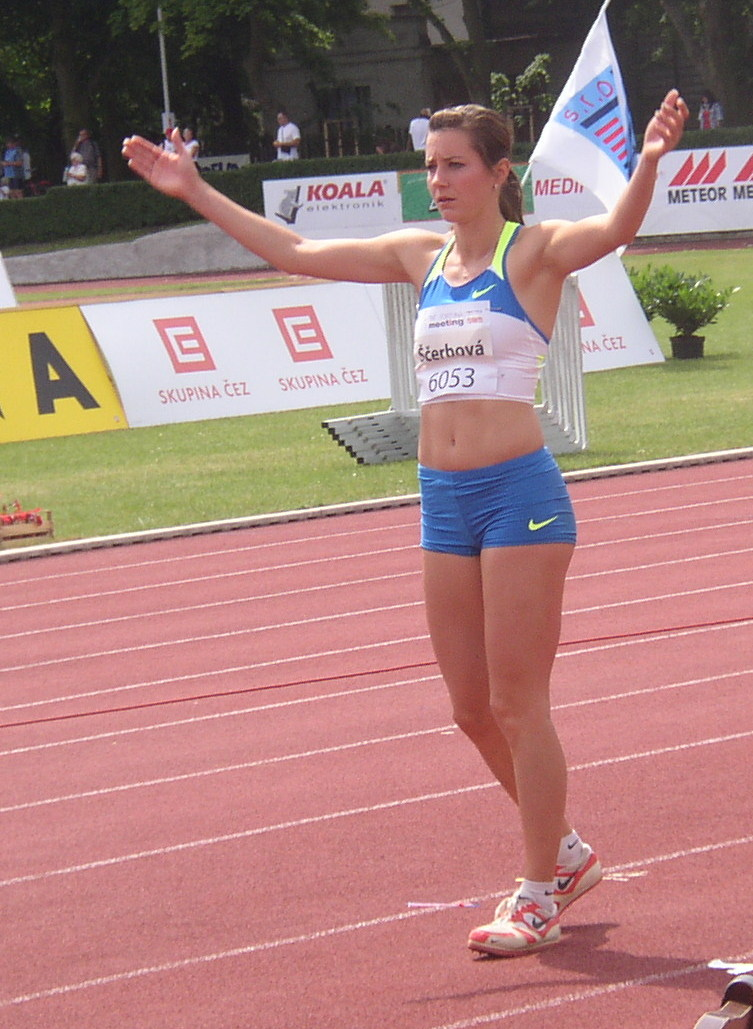
Denisa Ščerbová – 6,46 m
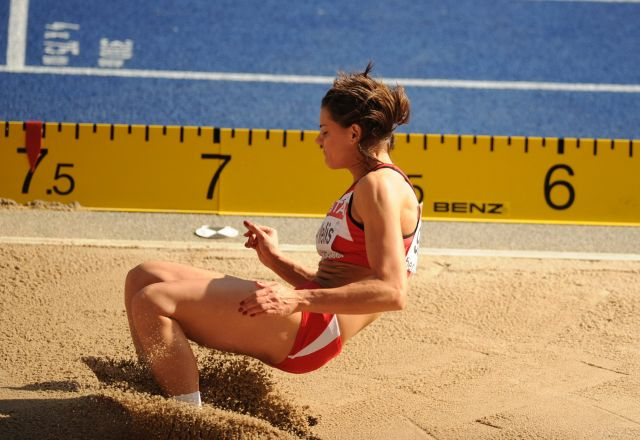
Karin Melis Mey – 6,42 m
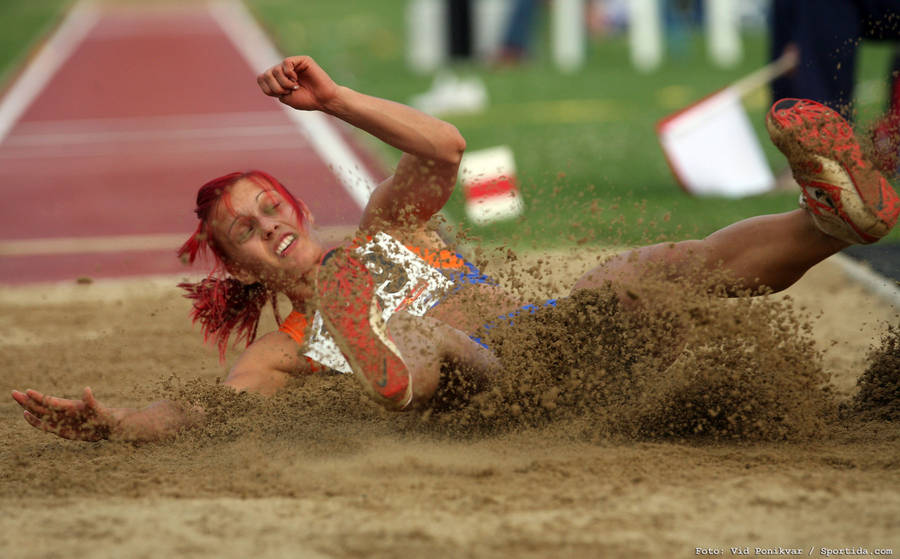
Nina Kolarič – 6,40 m
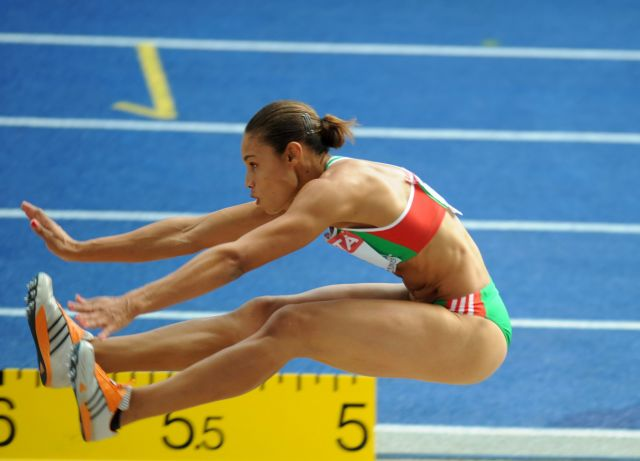
Naide Gomes – 6,29 m
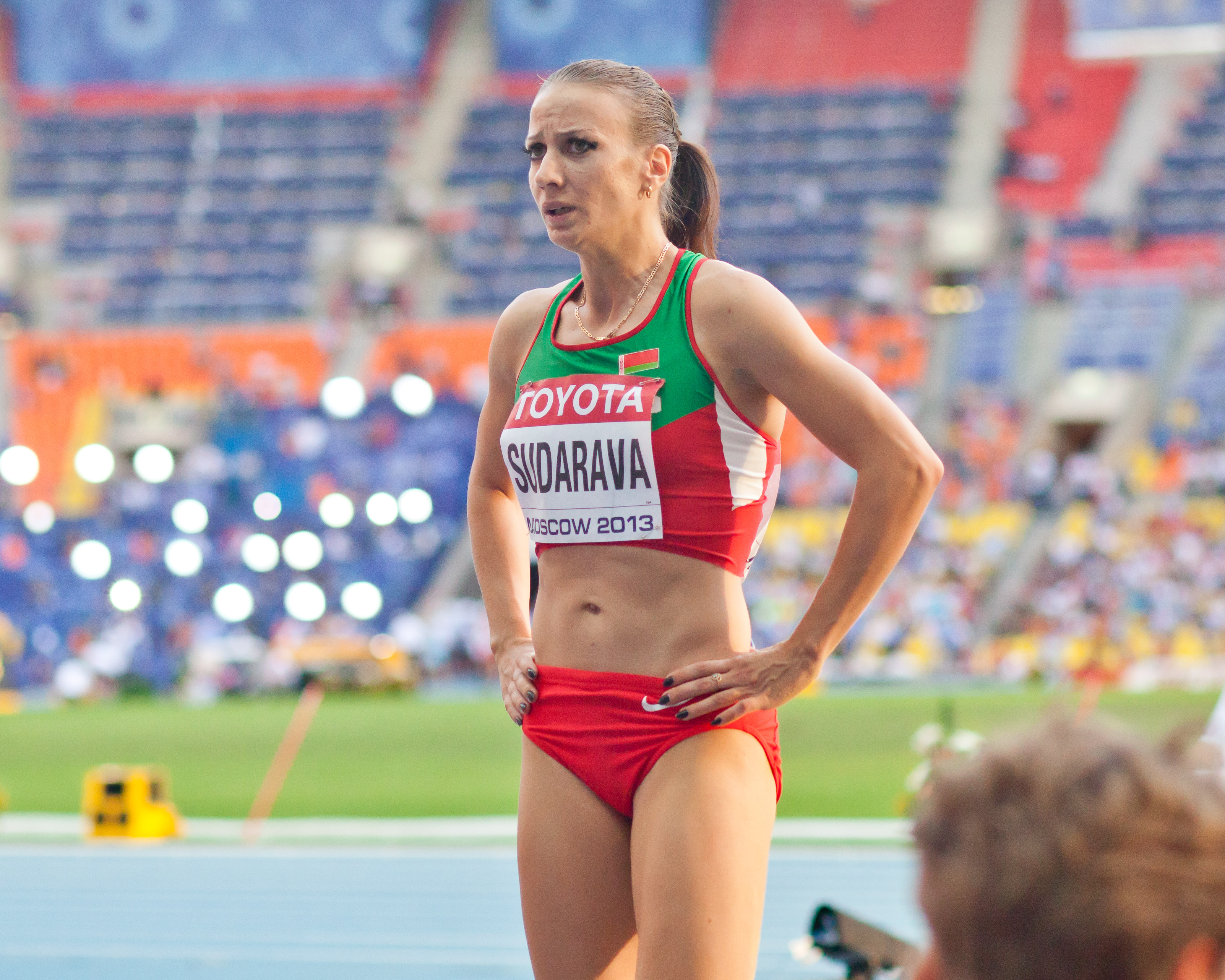
Wolha Sjarhejenka – 6,25 m
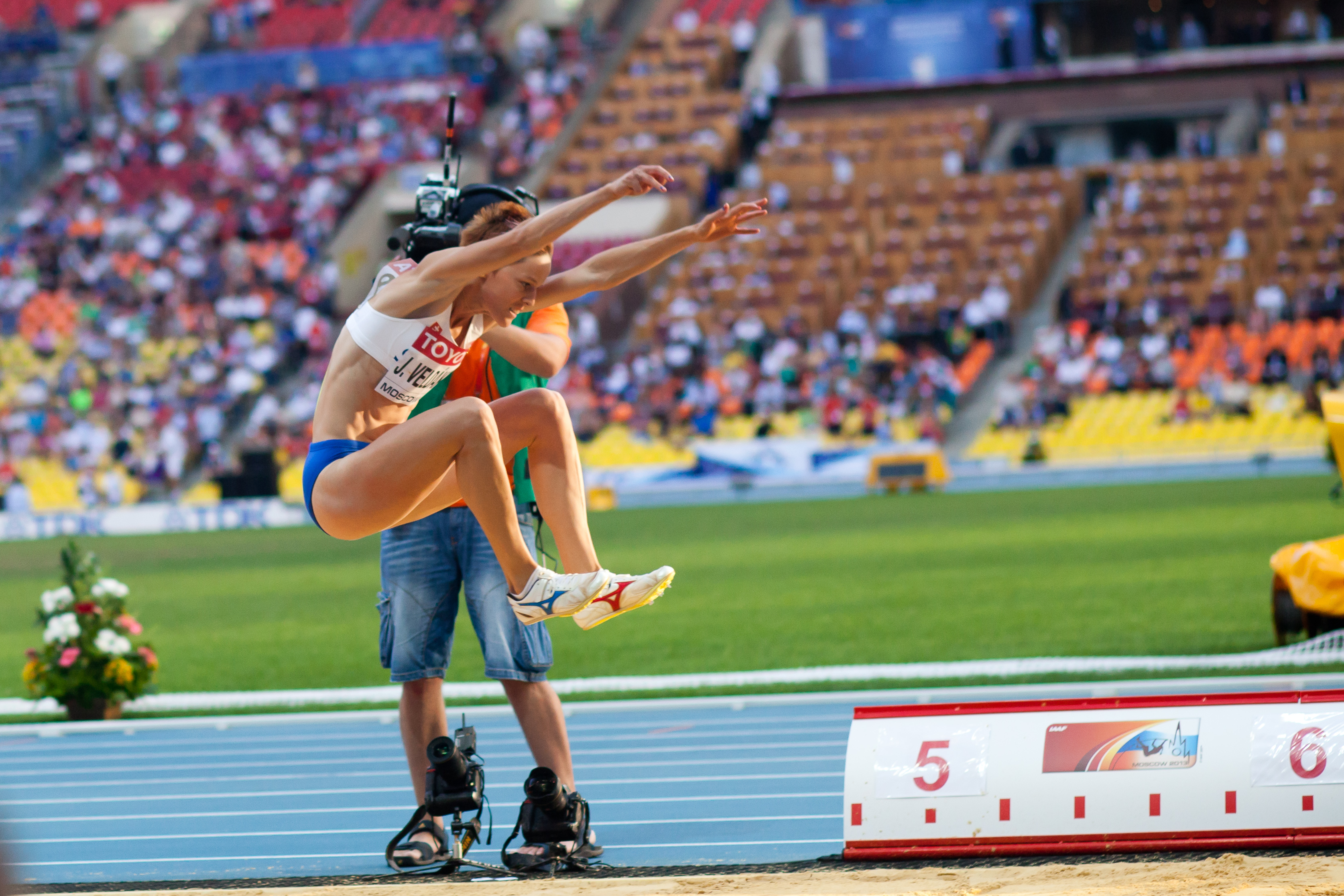
Jana Velďáková – kein gültiger Sprung
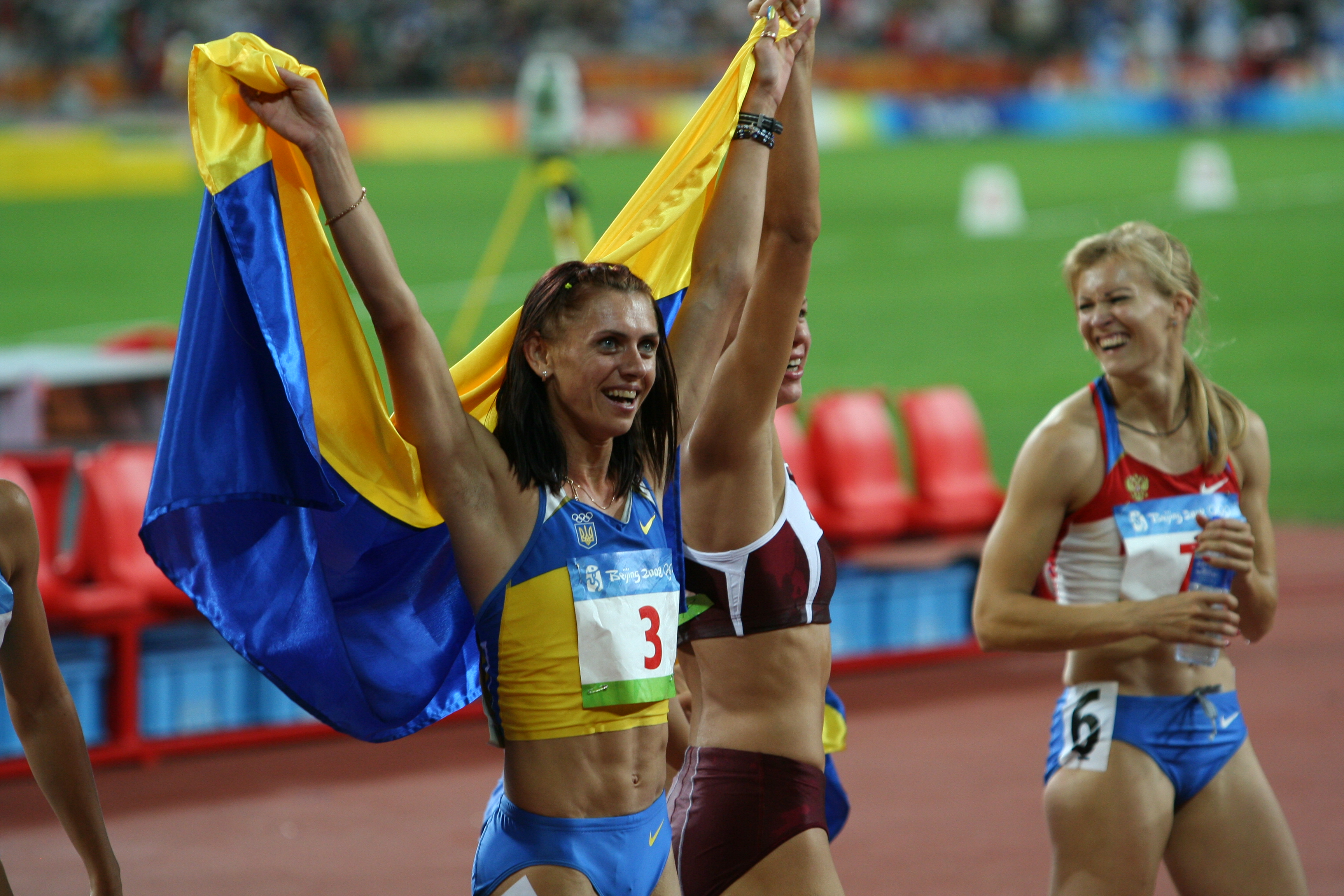
Hier freut sich die wenige Tage später wegen Einsatzes unerlaubter Dopingmittel disqualifizierte Ljudmyla Blonska noch über vermeintliches Silber im Siebenkampf (wenige Tage später aberkannt), vom Weitsprungfinale wurde sie nach der Qualifikation suspendiert
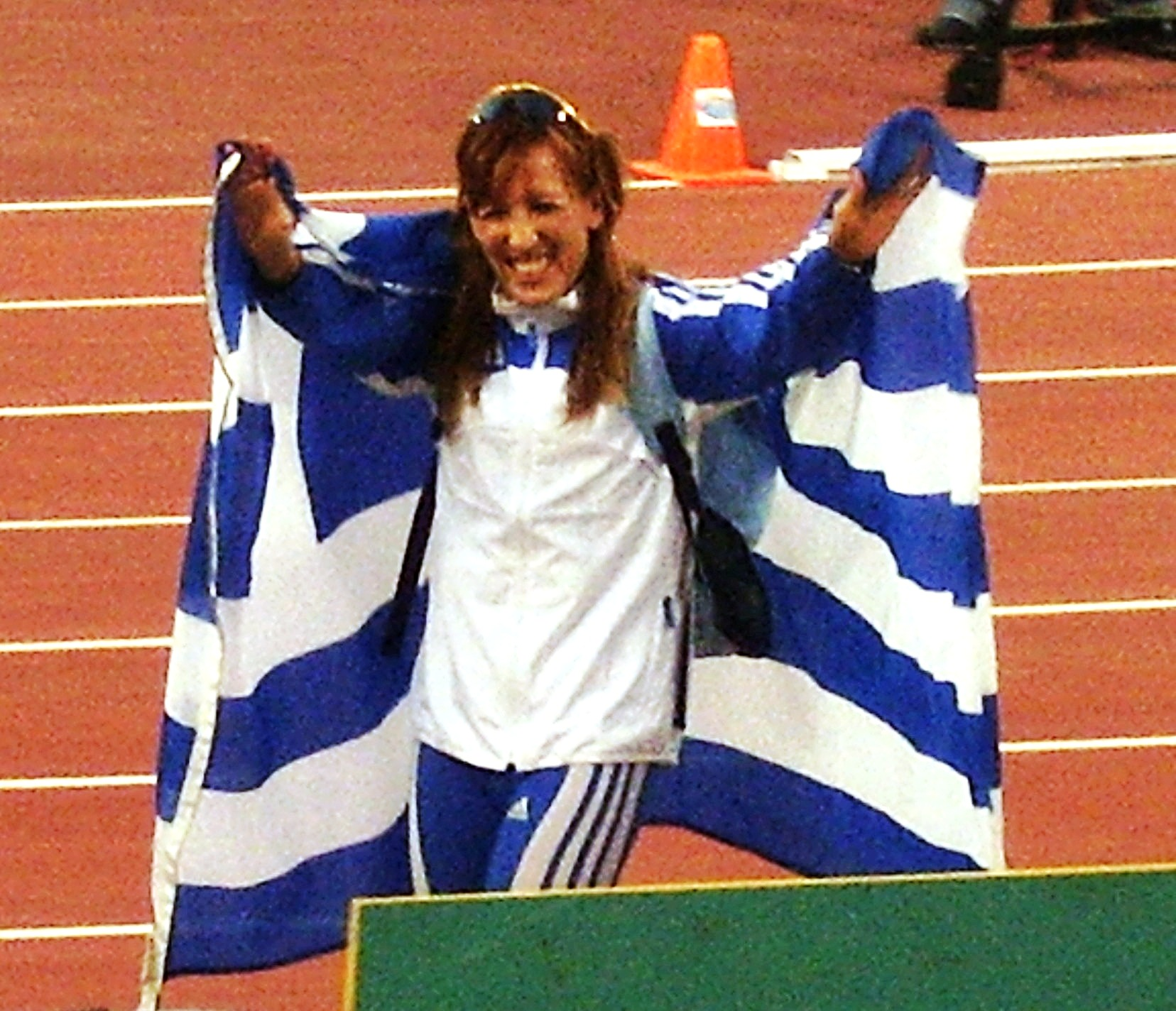
Die gedopte Chrysopigi Devetzi wurde fast neun Jahre nach den Spielen von Peking disqualifiziert

### Gruppe B

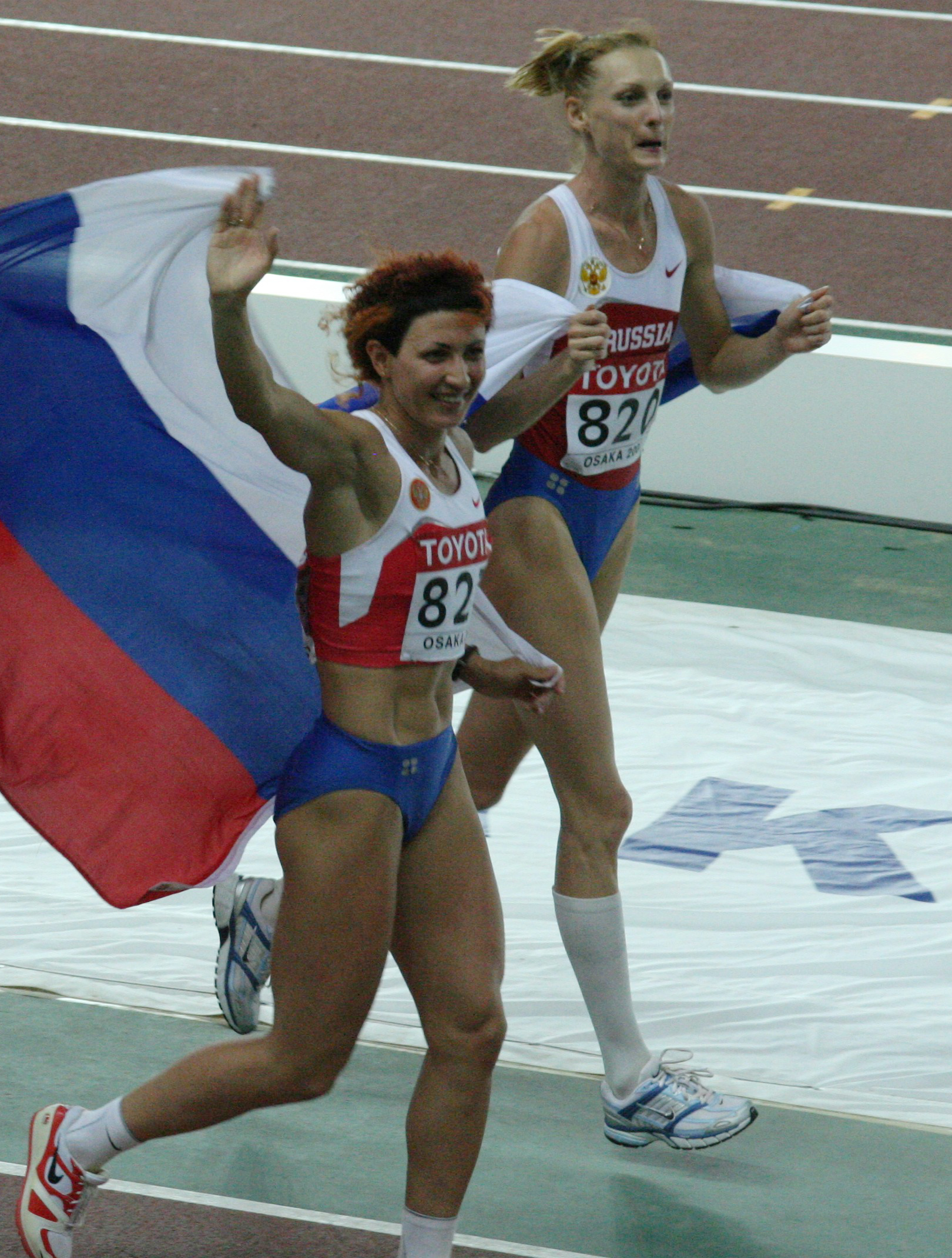
Tatjana Wladimirowna Kotowa (rechts) – ausgeschieden mit 6,57 m

| Platz | Name                        | Nation         | 1. Versuch Wind (m/s) | 2. Versuch Wind (m/s) | 3. Versuch Wind (m/s) | Resultat | Anmerkung                               |
| 1     | Brittney Reese              | USA            | x                     | 6,87 / +1,1           | –                     | 6,87     |                                         |
| 2     | Keila Costa                 | Brasilien      | 6,65 / +0,4           | 6,70 / +0,7           | –                     | 6,70     |                                         |
| 3     | Jade Johnson                | Großbritannien | 6,33 / ±0,0           | 6,15 / +0,2           | 6,61 / +0,7           | 6,61     |                                         |
| 4     | Blessing Okagbare           | Nigeria        | 6,37 / +0,2           | 6,49 / +0,9           | 6,59 / +0,4           | 6,59     |                                         |
| 5     | Tatjana Wladimirowna Kotowa | Russland       | 6,37 / +1,0           | 6,57 / +1,2           | x                     | 6,57     | eigentlich für das Finale qualifiziert  |
| 6     | Concepción Montaner         | Spanien        | 6,53 / +0,7           | 6,42 / +1,1           | 6,43 / +0,7           | 6,53     |                                         |
| 7     | Bronwyn Thompson            | Australien     | x                     | 6,53 / +0,3           | x                     | 6,53     |                                         |
| 8     | Iryna Charnushenka-Stasiuk  | Belarus        | 6,48 / +1,1           | x                     | x                     | 6,48     |                                         |
| 9     | Kumiko Imura                | Japan          | 6,44 / +0,8           | 6,47 / +1,1           | x                     | 6,47     |                                         |
| 10    | Viorica Țigău               | Rumänien       | x                     | 6,38 / +0,7           | 6,44 / +0,2           | 6,44     |                                         |
| 11    | Ruky Abdulai                | Kanada         | x                     | 6,41 / +0,4           | 6,25 / +1,0           | 6,41     |                                         |
| 12    | Ksenija Balta               | Estland        | x                     | 6,38 / +0,7           | x                     | 6,38     |                                         |
| 13    | Jung Soon-ok                | Südkorea       | x                     | x                     | 6,33 / +0,5           | 6,33     |                                         |
| 14    | Olga Rypakowa               | Kasachstan     | x                     | 6,30 / +1,5           | 6,04 / +0,6           | 6,30     |                                         |
| 15    | Ivana Španović              | Serbien        | x                     | x                     | 6,30 / +1,8           | 6,30     |                                         |
| 16    | Oleksandra Stadnjuk         | Ukraine        | x                     | 6,19 / ±0,0           | x                     | 6,19     |                                         |
| 17    | Marestella Torres           | Philippinen    | 4,27 / +0,6           | 5,94 / −0,1           | 6,17 / +0,8           | 6,17     |                                         |
| 18    | Arantxa King                | Bermuda        | 6,01 / −0,3           | x                     | x                     | 6,01     |                                         |
| NM    | Anju Bobby George           | Indien         | x                     | x                     | x                     | ogV      |                                         |
| NM    | Jackie Edwards              | Bahamas        | x                     | x                     | x                     | ogV      |                                         |
| DOP   | Tatjana Lebedewa            | Russland       | 6,65 / +0,7           | 6,70 / +1,4           | –                     | 6,70     | im Finale dabei, später disqualifiziert |

Weitere in Qualifikationsgruppe B ausgeschiedene Weitspringerinnen:

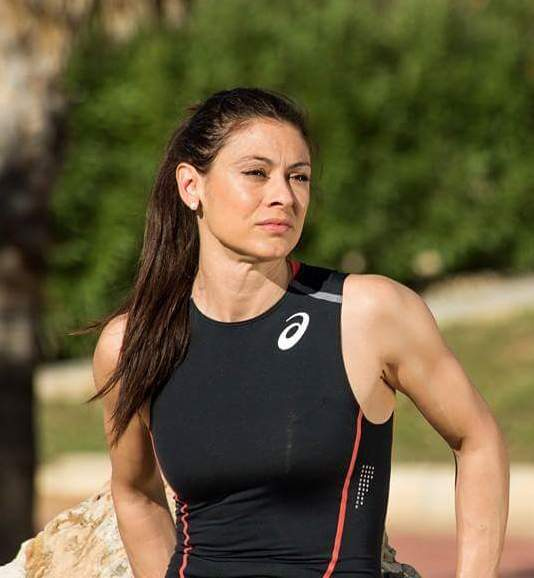
Concepción Montaner – 6,53 m
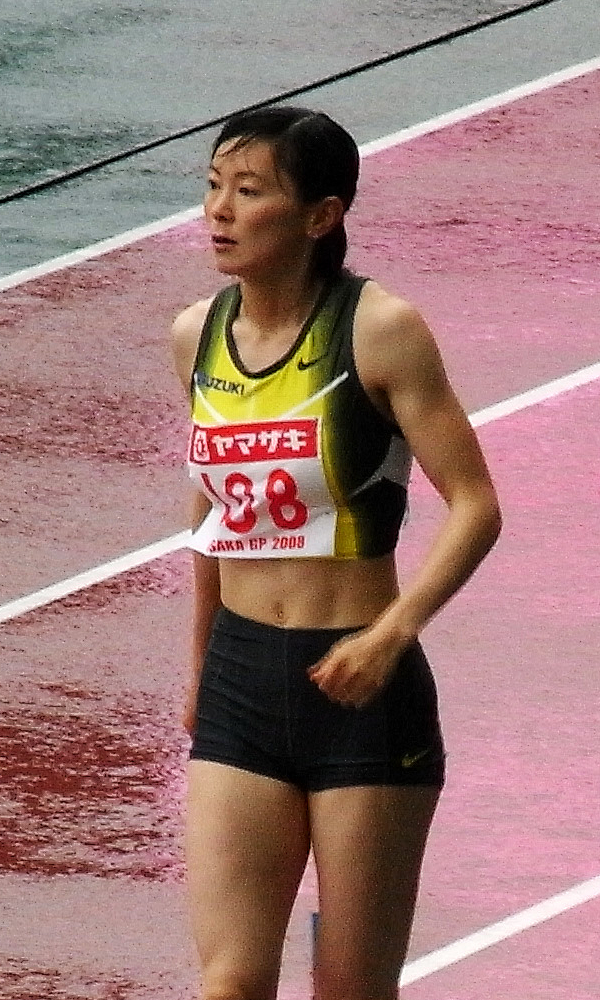
Kumiko Imura – 6,47 m
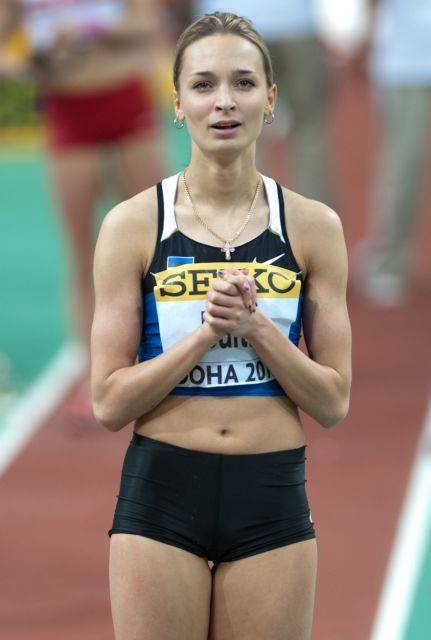
Ksenija Balta – 6,38 m
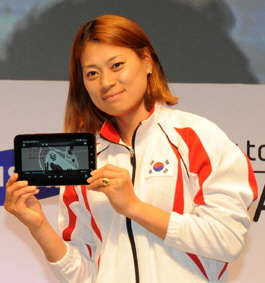
Jung Soon-ok – 6,33 m
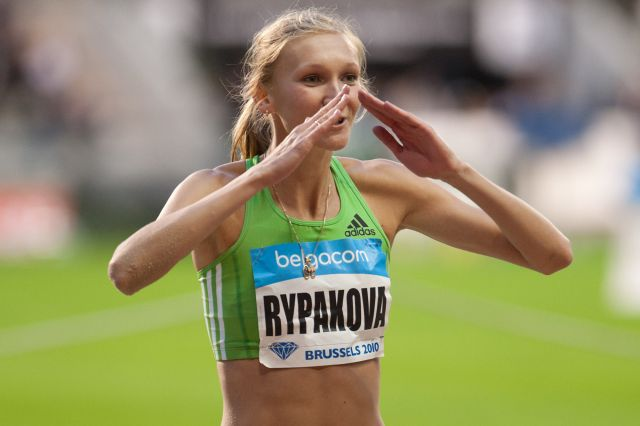
Olga Rypakowa – 6,30 m
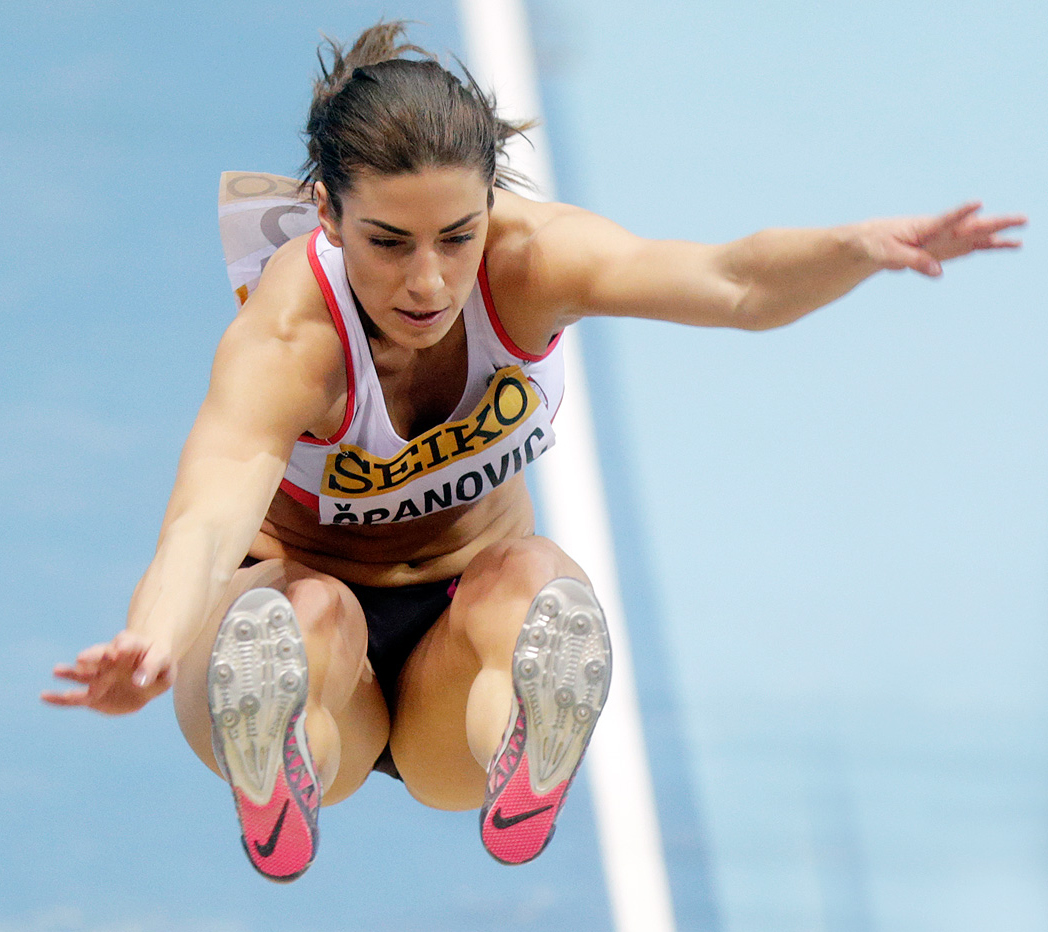
Ivana Španović – 6,30 m
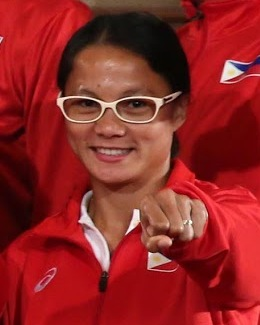
Marestella Torres – 6,17 m
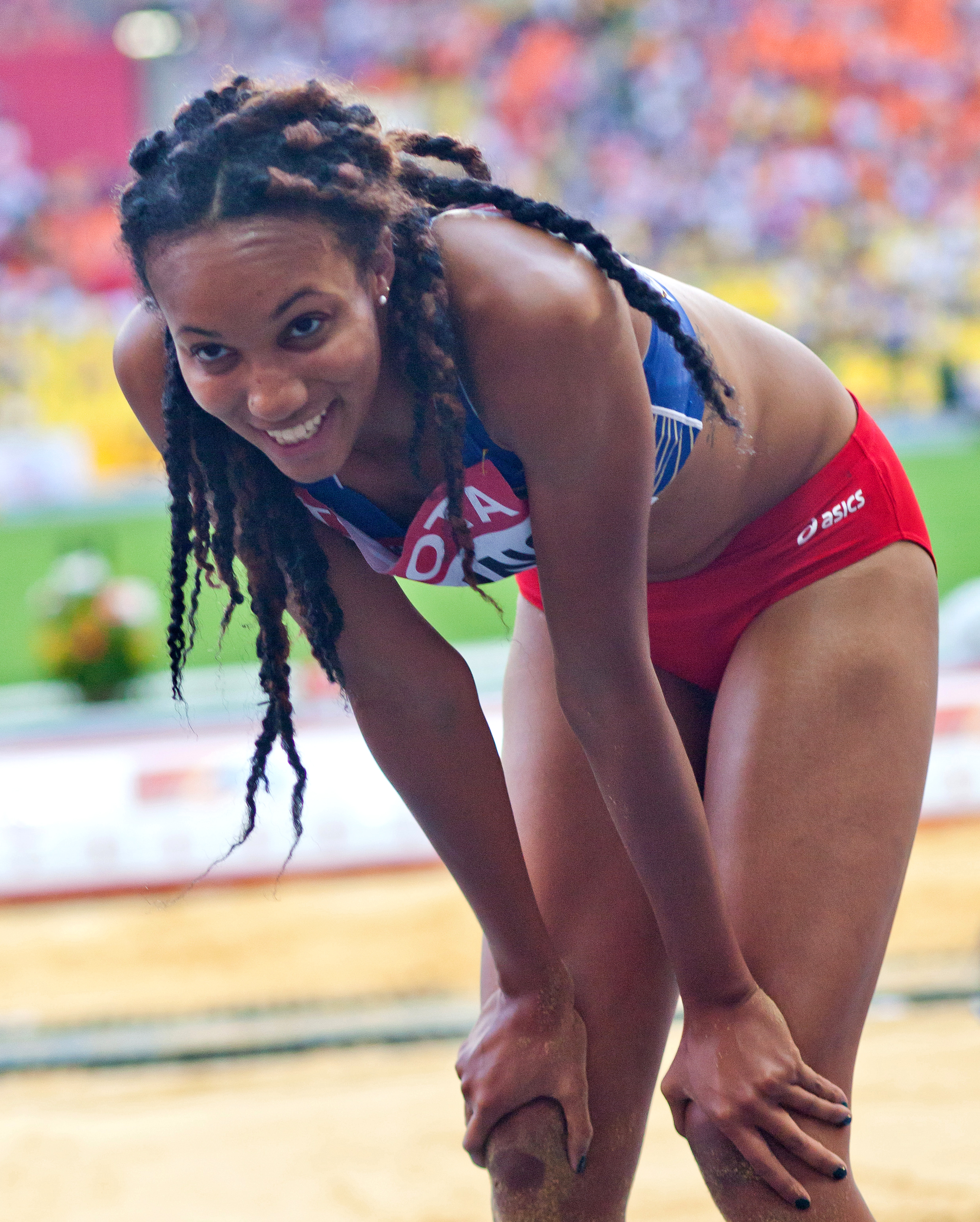
Arantxa King – 6,01 m
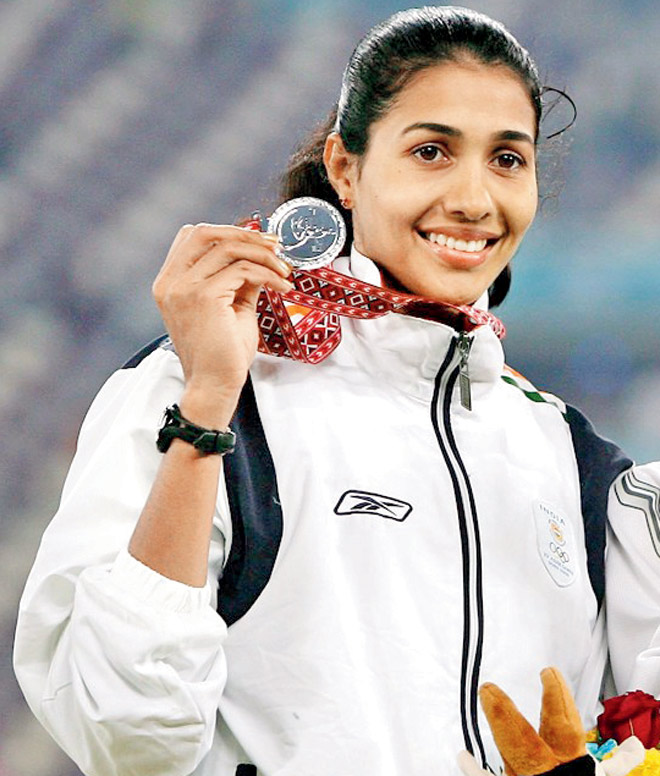
Anju Bobby George – kein gültiger Sprung

## Finale
22. August 2008, 19:20 Uhr
| Platz | Name               | Nation         | 1. Versuch Wind (m/s) | 2. Versuch Wind (m/s) | 3. Versuch Wind (m/s) | 4. Versuch Wind (m/s)                           | 5. Versuch Wind (m/s)                           | 6. Versuch Wind (m/s)                           | Resultat | Anmerkung                      |
| 1     | Maurren Higa Maggi | Brasilien      | 7,04 / +0,2           | x                     | x                     | x                                               | 6,73 / +0,3                                     | x                                               | 7,04     |                                |
| 2     | Blessing Okagbare  | Nigeria        | 6,91 / +0,1           | 6,62 / ±0,0           | 6,79 / +0,7           | 6,70 / +0,3                                     | 6,83 / −0,1                                     | x                                               | 6,91     | PB                             |
| 3     | Chelsea Hammond    | Jamaika        | 6,79 / +0,2           | 6,68 / −0,2           | 6,51 / −0,3           | x                                               | 6,64 / ±0,0                                     | 6,59 / +0,3                                     | 6,79     | PB                             |
| 4     | Brittney Reese     | USA            | 6,65 / +0,2           | 6,76 / +0,4           | 4,23 / +0,3           | x                                               | 6,46 / +0,2                                     | 6,67 / +0,3                                     | 6,76     |                                |
| 5     | Oxana Udmurtowa    | Russland       | 6,69 / +0,4           | 6,70 / +0,6           | 6,67 / +0,4           | 6,61 / +0,3                                     | 6,65 / +0,2                                     | 6,49 / +0,5                                     | 6,70     |                                |
| 6     | Jade Johnson       | Großbritannien | 6,51 / +0,4           | 6,64 / +0,7           | 6,40 / +0,1           | 6,59 / +0,4                                     | 6,43 / +0,6                                     | x                                               | 6,64     |                                |
| 7     | Grace Upshaw       | USA            | 6,58 / +0,4           | x                     | 6,52 / −0,3           | x                                               | x                                               | x                                               | 6,58     |                                |
|       |                    |                |                       |                       |                       |                                                 |                                                 |                                                 |          |                                |
| 8     | Carolina Klüft     | Schweden       | x                     | 6,49 / +0,2           | 6,42 / +0,3           | eigentlich zu drei weiteren Sprüngen berechtigt | eigentlich zu drei weiteren Sprüngen berechtigt | eigentlich zu drei weiteren Sprüngen berechtigt | 6,49     |                                |
| 9     | Tabia Charles      | Kanada         | 6,16 / +0,3           | 6,38 / +0,3           | 6,47 / +0,5           | nicht im Finale der besten acht Springerinnen   | nicht im Finale der besten acht Springerinnen   | nicht im Finale der besten acht Springerinnen   | 6,47     |                                |
| 10    | Keila Costa        | Brasilien      | x                     | x                     | 6,43 / +0,3           | nicht im Finale der besten acht Springerinnen   | nicht im Finale der besten acht Springerinnen   | nicht im Finale der besten acht Springerinnen   | 6,43     |                                |
| 11    | Funmilayo Jimoh    | USA            | 6,24 / +0,4           | x                     | 6,29 / +0,2           | nicht im Finale der besten acht Springerinnen   | nicht im Finale der besten acht Springerinnen   | nicht im Finale der besten acht Springerinnen   | 6,29     |                                |
| DOP   | Tatjana Lebedewa   | Russland       | 6,97 / +0,5           | x                     | x                     | x                                               | x                                               | 7,03 / +0,4                                     | 7,03     | disqualifiziert im Januar 2017 |

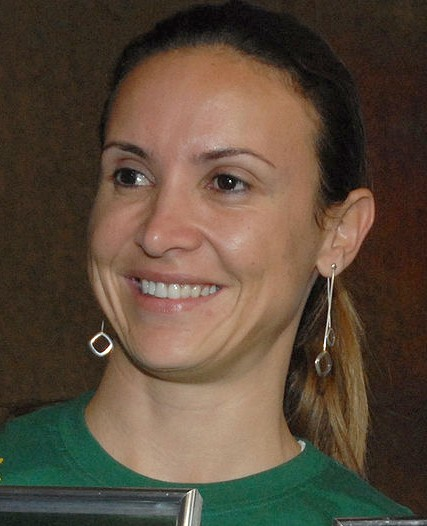
Gold für die Mitfavoritin Maurren Higa Maggi

Für das Finale hatten sich zwölf Athletinnen qualifiziert, zwei von ihnen über die Qualifikationsweite, weitere zehn über ihre Platzierungen. Vertreten waren drei US-Amerikanerinnen, je zwei Brasilianerinnen und Russinnen sowie je eine Teilnehmerin aus Jamaika, Kanada, Großbritannien, Nigeria, und Schweden. Unter den Finalteilnehmerinnen befand sich auch die 2017 wegen Dopingmissbrauchs disqualifizierte Russin Tatjana Lebedewa – siehe oben Abschnitt "Doping"
Das Leistungsniveau der letzten Jahre hatte vor allem gegenüber den 1980er Jahren deutlich nachgelassen, was ganz sicher auch mit einer geänderten Doping-Kontrollpraxis zu tun hatte.
Als eigentlich klare Favoritin angetreten war hier die amtierende Weltmeisterin und Olympiasiegerin von 2004 Tatjana Lebedewa aus Russland, die wie im Abschnitt "Doping" beschrieben fast neun Jahre später disqualifiziert wurde. Es gab einen größeren Kreis weiterer Athletinnen mit Medaillenchancen. Zu ihnen gehörte die russische WM-Dritte Tatjana Kotowa, die WM-Vierte und Vizeeuropameisterin Naide Gomes aus Portugal, die brasilianische WM-Sechste Maurren Higa Maggi, ihre Landsfrau Keila Costa als WM-Siebte, die US-amerikanische WM-Achte Brittney Reese sowie die WM-Fünfte von 2005 und EM-Dritte Oxana Udmurtowa aus Russland.
Von den aussichtsreich gestarteten Springerinnen waren Kotowa und Gomes bereits in der Qualifikation ausgeschieden, wobei Kotowa nach Lebedewas Disqualifikation im Finale eigentlich startberechtigt gewesen wäre.
Im Finale fielen die Entscheidungen über die spätere Medaillenverteilung allesamt bereits im ersten Durchgang, was natürlich erst nach Abschluss des Wettbewerbs deutlich wurde. Maurren Higa Maggi gelang mit 7,04 m der einzige reguläre 7-Meter-Sprung der gesamten Konkurrenz. Damit gewann sie ziemlich überraschend die Goldmedaille. Sie hatte im weiteren Verlauf in Runde fünf mit 6,73 m nur noch einen einzigen gültigen Versuch. Die gedopte Lebedewa erzielte mit ihrem ersten Sprung 6,97 m, womit sie den zweiten Platz einnahm. Ihr gelang im sechsten und letzten Durchgang mit 7,03 m der einzige weitere Satz jenseits von sieben Metern in diesem Wettbewerb, aber das stellte sich ja später als irregulär heraus. Die Nigerianerin Blessing Okagbare erzielte mit ihrem ersten Sprung 6,91 m, was ihr zunächst Bronze, am Ende jedoch die Silbermedaille einbrachte. Im fünften Durchgang hatte sie mit 6,83 m noch einmal einen weiten Versuch, der ebenfalls zum letztlich zweiten Platz gereicht hätte. Auch die im offiziellen Abschlussresultat schließlich als Bronzemedaillengewinnerin feststehende Chelsea Hammond aus Jamaika erzielte ihr bestes Resultat von 6,79 m im ersten Durchgang. Den vierten Rang belegte Brittney Reese, die in Runde zwei 6,76 m weit sprang. Auch die fünftplatzierte Oxana Udmurtowa hatte ihren besten Versuch mit 6,70 m im zweiten Durchgang. Sechste wurde die Britin Jade Johnson mit 6,64 m aus Runde zwei.
Maurren Higa Maggi errang die erste Goldmedaille für Brasilien im Weitsprung der Frauen.

Auch die zweitplatzierte Blessing Okagbare und drittplatzierte Chelsea Hammond waren die ersten Medaillengewinnerinnen aus Nigeria bzw. Jamaika in dieser Disziplin.

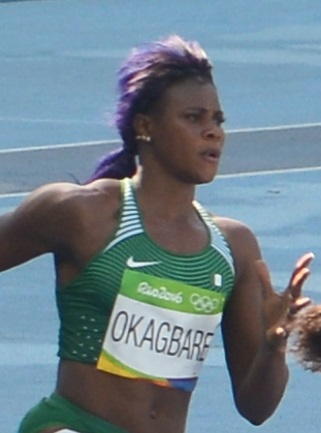
Silbermedaillengewinnerin Blessing Okagbare (hier als Sprinterin im Jahr 2016)
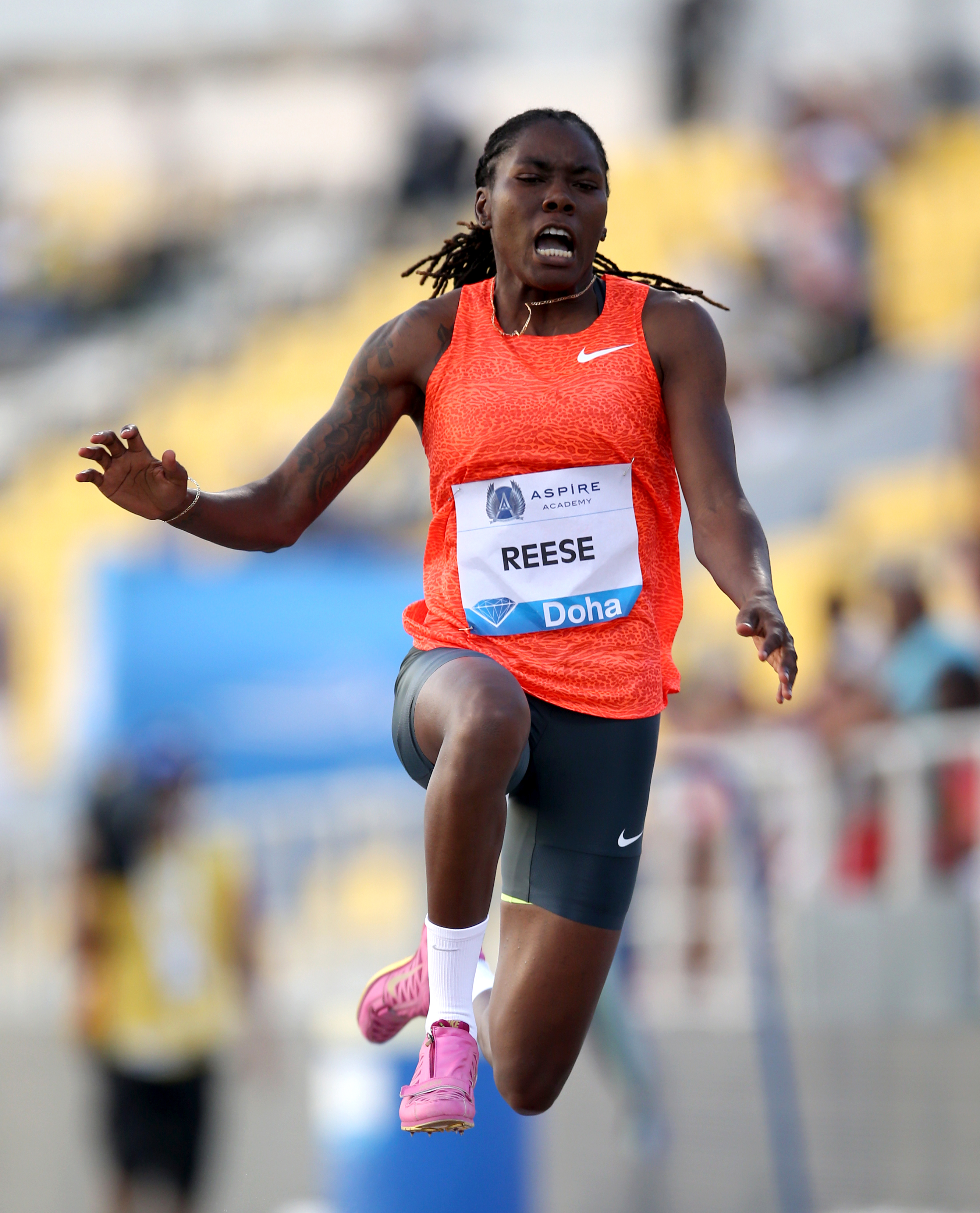
Die Olympiavierte Brittney Reese
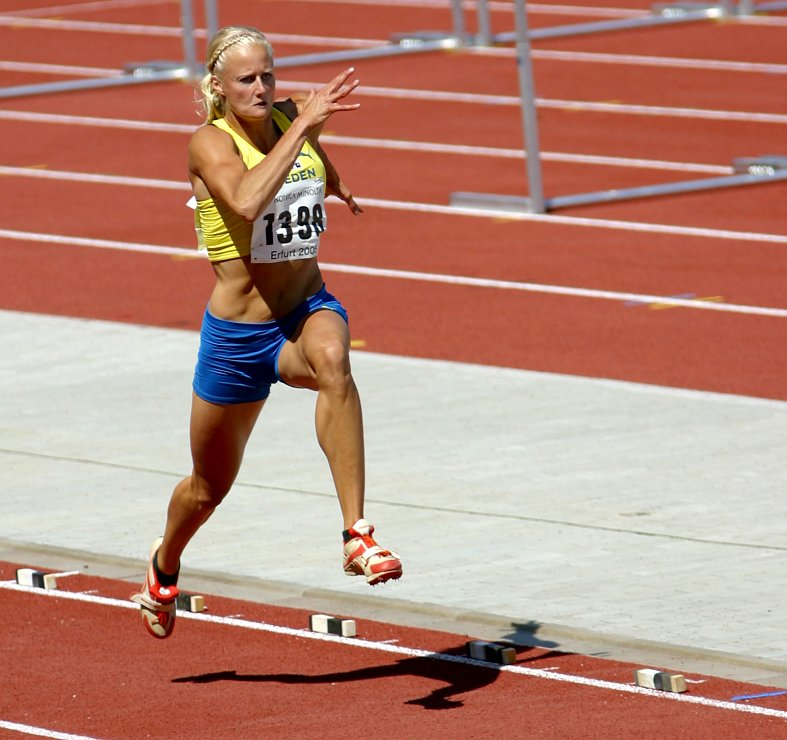
Carolina Klüft kam auf Platz acht
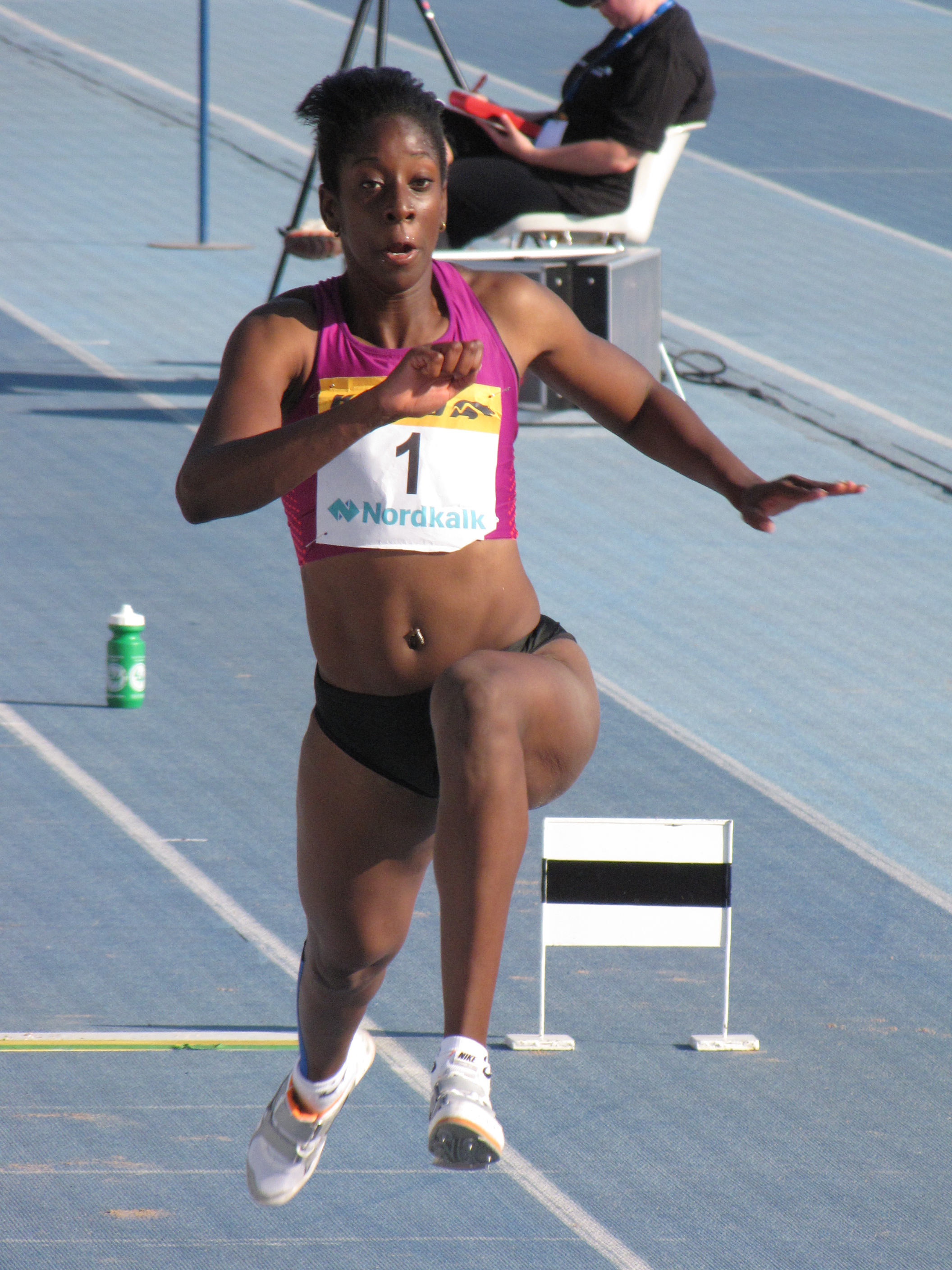
Tabia Charles erreichte den neunten Rang

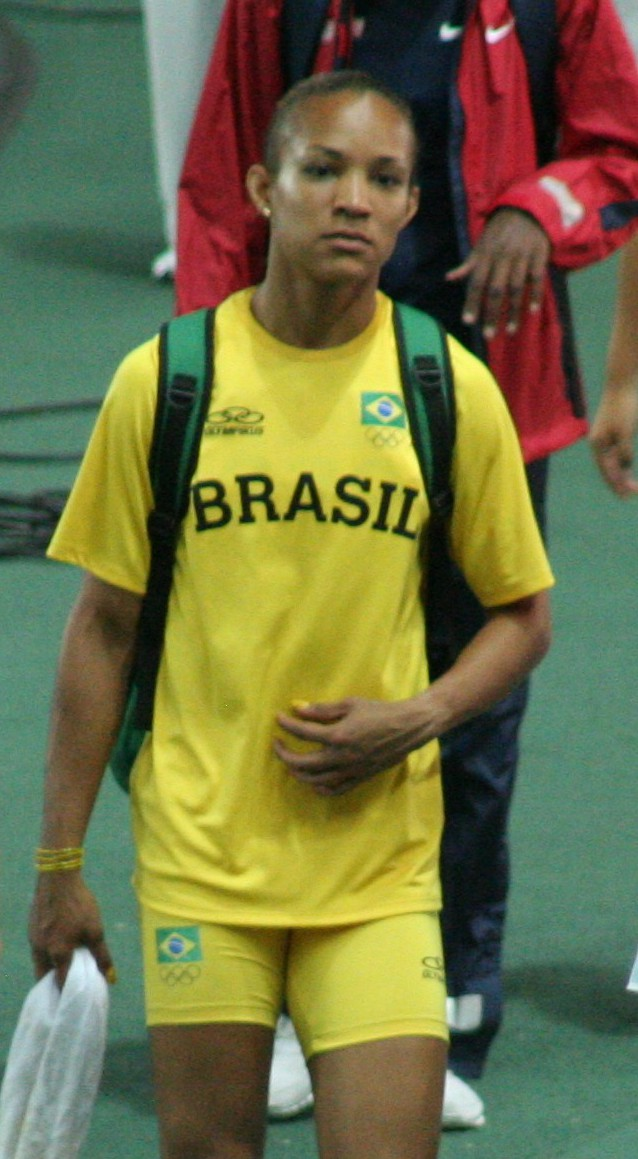
Keila Costa wurde Olympiazehnte
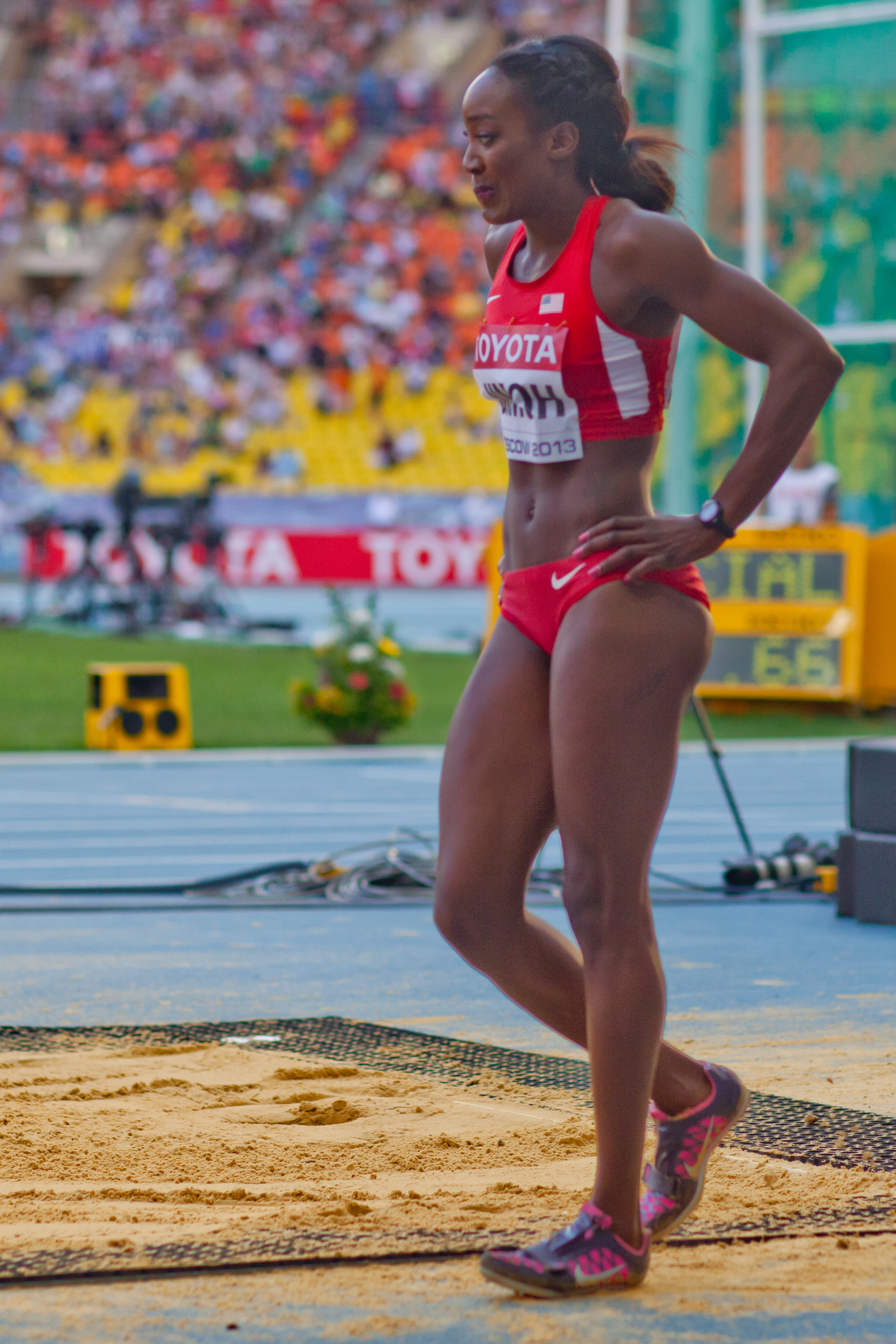
Funmilayo Jimoh belegte Rang elf
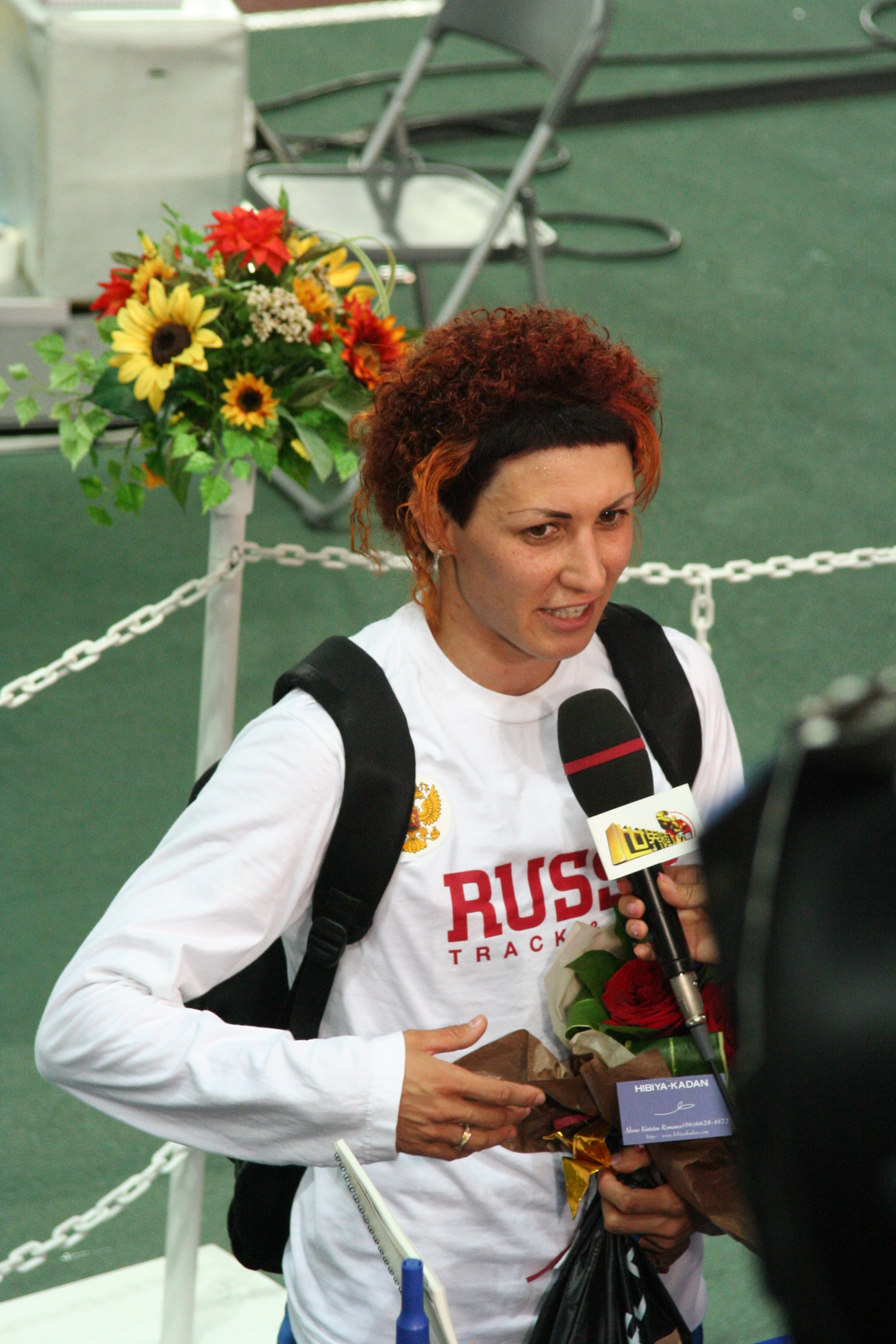
Nach annähernd neun Jahren wurde der gedopten Tatjana Lebedewa ihre Silbermedaille aberkannt

## Video
- Athletics - Women's Long Jump Final - Beijing 2008 Summer Olympic Games, youtube.com, abgerufen am 17. März 2022